# Luacano
Luacana este un oraș din Provincia Moxico, Angola.